# Škrjančki na vrvici
Škrjančki na vrvici (češko Skřivánci na niti) je češkoslovaški komično-dramski film iz leta 1969, ki ga je režiral in zanj napisal scenarij Jiří Menzel ter temelji na romanu Inzerát na dům, ve kterém už nechci bydlet Bohumila Hrabala iz leta 1965. V glavnih vlogah nastopajo Rudolf Hrusínský, Vlastimil Brodský, Václav Neckář, Jitka Zelenohorská, Jaroslav Satoranský, Vladimír Smeral, Ferdinand Kruta, Frantisek Rehák, Eugen Jegorov, Vladimír Ptáček in Leoš Suchařípa. Zgodba prikazuje skupini delavcev in zapornic, ki jih češkoslovaške komunistične oblasti kaznujejo s prevzgojnim delom na smetišču pri Kladnem zaradi suma buržoaznih elementov, med njimi profesorja (Brodský), tožilca (Suchařípa), saksofonista (Eugen Jegorov) in mlekarja (Ptáček). Med obema skupinama se pojavljajo romance, v ospredju med mladim zapornikom Pavlom (Neckář) in delavko Jitko (Zelenohorská). Občasno katerega izmed njih neznano kam odpeljejo v skrivnostnem črnem avtomobilu.
Film je Barrandov Studio posnel že leta 1969, malo po invaziji varšavskega pakta za zadušitev praške pomladi in nova prosovjetska češkoslovaška vlada  ga je prepovedala, zato je izšel šele februarja 1990 po padcu komunističnega režima. Na Mednarodnem filmskem festivalu v Berlinu je kot prvi češki oziroma češkoslovaški film osvojil glavno nagrado zlati medved, osvojil je tudi posebno omembo Mednarodnega združenja filmskih kritikov. Na Filmskem festivalu Finále Plzeň je osvojil glavno nagrado za najboljši film.

## Vloge
- Rudolf Hrušínský kot skrbnik
- Vlastimil Brodský kot profesor
- Václav Neckář kot Pavel Hvezdár
- Jitka Zelenohorská kot Jitka
- Jaroslav Satoranský kot stražar Andel
- Vladimír Šmeral kot minister
- Ferdinand Krůta kot Kudla
- František Řehák kot Drobecek
- Leoš Suchařípa kot javni tožilec
- Vladimír Ptáček kot mlekar
- Eugen Jegorov kot saksofonist
- Naďa Urbánková kot Lenka
- Věra Křesadlová kot obsojenka
- Věra Ferbasová kot obsojenka
- Jiřina Štěpničková kot Pavlova mati